# Cu toții la surf 2: Mania valurilor
Cu toții la surf 2: Mania valurilor (în engleză: Surf's Up 2: WaveMania) este un film de animație din 2017, continuarea primului film Cu toții la surf!, produs de Sony Pictures Animation și regizat de Henry Yu.

## Intriga
Cody, Chicken Joe și Lani se întorc pe marile ecrane pentru cea mai spectaculoasă aventură! Cea mai radicală echipă de surferi, The Hang Five, îi pune la încercare pe Cody și gașca lui, și îi învață ce înseamnă efortul de echipă pe drumul spre cel mai legendar loc pentru surf de pe planetă.

## Vocile în limba engleză
- Jeremy Shada - Cody Maverick[3]
- Melissa Sturm - Lani Aliikai
- Jon Heder - Chicken Joe[3]
- Diedrich Bader - Tank "The Shredder" Evans[3]
- John Cena - J.C.[3]
- Mark Calaway - The Undertaker[3]
- Paul Levesque - Hunter[3]
- Saraya-Jade Bevis - Paige [3]
- Vince McMahon - Mr. McMahon[3]
- Michael Cole - a Seagull
- Zoe Lulu - Kate
- Declan Carter - Arnold
- James Patrick Stuart - an Interviewer and Announcer